# Сёстры-близнецы
Сёстры-близнецы (Chinese: 姊妹花; pinyin: Zǐ mèi hūa) — китайский фильм 1934 года режиссёра Чжэн Чжэнцю.
В главной роли снялись Ху Де и Сюань Цзинлинь.
Один из самых кассовых фильмов кинокомпании «Минсин».

## Предыистория
В 1922 году Чжан Шичуань и Чжэн Чжэнцю создали компанию «Минсин». Уже в скором времени после образования компании в отношениях её отцов-основателей наметился раскол: Чжан Шичуань настаивал на производстве комических короткометражек, которые пользовались спросом у публики, тогда как Чжэн выступал за создание полнометражных работ с глубоким социальным посылом. Изначально кинокомпания сосредоточилась на комических короткометражках (именно к этому жанру относится выпущенный ей в 1922 году самый старый из сохранившихся китайских фильмов — «Любовь рабочего»), однако в скором времени оказалось, что затея Чжана провальна с коммерческой точки зрения и в 1923 году он согласился принять предложение Чжэна. Уже первая картина с явным морализаторским оттенком «Сирота спасает деда» (孤儿救祖记) имела оглушительный успех у публики. С 1924 по 1928 год кинокомпания произвела около 60 полнометражных фильмов. В основе сюжета большей части картин лежала история страдания женщин разных возрастов и разного социального происхождения.

## Работа над фильмом
Фильм является адаптацией пьесы «Грязь и князи» (кит. 贵人与犯人), написанной и поставленной Чжэн Чжэнцю.

## Сюжет
История, положенная в основу сюжета, развивается вокруг одной крестьянской семьи, которая состоит из престарелой матери (роль исполняет Сюань Цзинлинь), дочерей Да Бао и Эр Бао (обе роли исполняет Ху Де) и авантюриста-отца. Эр Бао выдана замуж за крупного банкира, отец, отчаявшись найти средства для пропитания семьи, скрылся в бегах, Да Бао осталась в деревне вместе с матерью, однако когда в страну вторгаются[кто?], они также вынуждены покинуть деревню и отправляются в город в поиске заработка. Да Бао устраивается работать прислугой в дом к одной богатой госпоже, которая оказывается её сестрой — Эр Бао. Последняя безразлична к участи своей сестры и матери, и даже когда Да Бао обращается к ней с просьбой выдать зарплату авансом (чтобы купить лекарства для больного мужа), отвечает отказом. Доведённая до отчаяния Да Бао отваживается украсть золотой кулон у маленького сына младшей сестры, однако её преступление не оказывается незамеченным: свидетельницей кражи стала золовка, с которой Да Бао вступает в перебранку. В порыве отчаяния она хватает вазу и разбивает об голову свидетельницы.
Для расследования преступления вызван местный полицейский, которым оказывается отец сестёр. Семья вновь объединена, однако между всеми четырьмя лежит огромная классовая пропасть: с одной стороны бедные крестьяне (Да Бао и мать), с другой — богатая Эр Бао и отец, служащий городским полицейским.

## Критика и коммерческий успех
Фильм «Сёстры-близнецы» был невероятно популярен у шанхайской публики: он демонстрировался 60 дней кряду, что являлось небывалым случаем в истории кинематографа. Кассовый успех позволил компании «Минсин» положить конец финансовым долгам, которые поднакопились у компании к тому времени. В мае 1934 года фильм был назван лучшим звуковым китайским фильмом на севернокитайском языке.
Несмотря на кассовый успех в прокате, фильм был серьёзно раскритикован в печати. Известный писатель Лу Синь критиковал картину за упадническое настроение (реплика матери: «Бедные всегда останутся бедными») и называл этот упаднический пессимизм отличительной чертой китайской нации. Другие авторы упрекали авторов в «ядовитой дидактике, которая происходит от эскапистского примиренчества». Свою порцию критики режиссёр получил и за устаревшие художественные приёмы (фиксированная камера), которые были названы «деградантскими».